# Taupier
Taupière
«  Taupière » redirige ici. Ne pas confondre avec Topiaire.
Pour les articles homonymes, voir Taupier (homonymie).
 (mai 2025).
Si vous disposez d'ouvrages ou d'articles de référence ou si vous connaissez des sites web de qualité traitant du thème abordé ici, merci de compléter l'article en donnant les références utiles à sa vérifiabilité et en les liant à la section « Notes et références ».

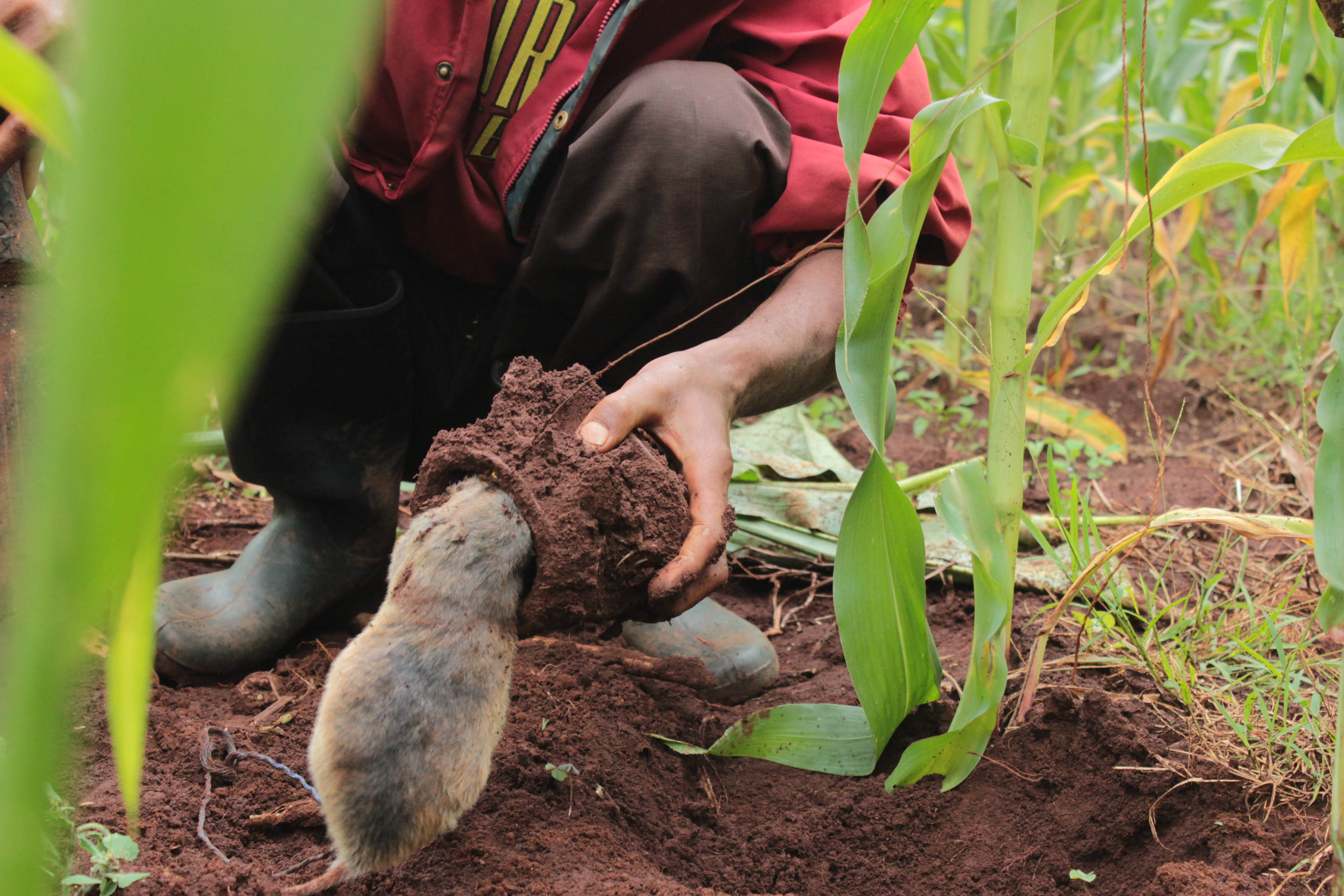
Taupier relevant son piège.

Un taupier est une personne qui capture les taupes et les tue. Il use généralement de pièges, appelés taupières.

## Histoire
Au début du XXe siècle, le taupier devient un métier à part entière qui se transmet de père en fils même si de nombreux paysans continuent à chasser eux-mêmes les taupes sur leur terrain pour causes de nuisances. Fin connaisseur des taupes, le taupier repère les galeries à partir des taupinières, c'est-à-dire les petits monticules de terre sur les terrains, puis pose les pièges destinés à les tuer. Le professionnel est souvent payé à l'hectare. En Normandie, les taupes mortes sont ensuite suspendues à des fils barbelés. Le comptage des animaux sur les fils est réalisé et les taupes sont ensuite vendues pour leur fourrure servant à la réalisation des manteaux.  
Cependant à l'époque d'André Le Nôtre déjà, le concepteur des jardins du château de Versailles sous Louis XIV, les taupinières sont une préoccupation pour le Roi. Le taupier qui est à demeure consacre toutes ses journées à chasser les taupes. Mais cette fonction se perd sous Napoléon. Le taupier est limogé. Avec la Révolution industrielle, les inventions à base de produits chimiques sont utilisées également contre les taupes. Toutefois, les taupiers actuels privilégient à nouveau les pièges aujourd'hui jugés plus efficaces et meilleurs pour l'environnement.

## Taupières

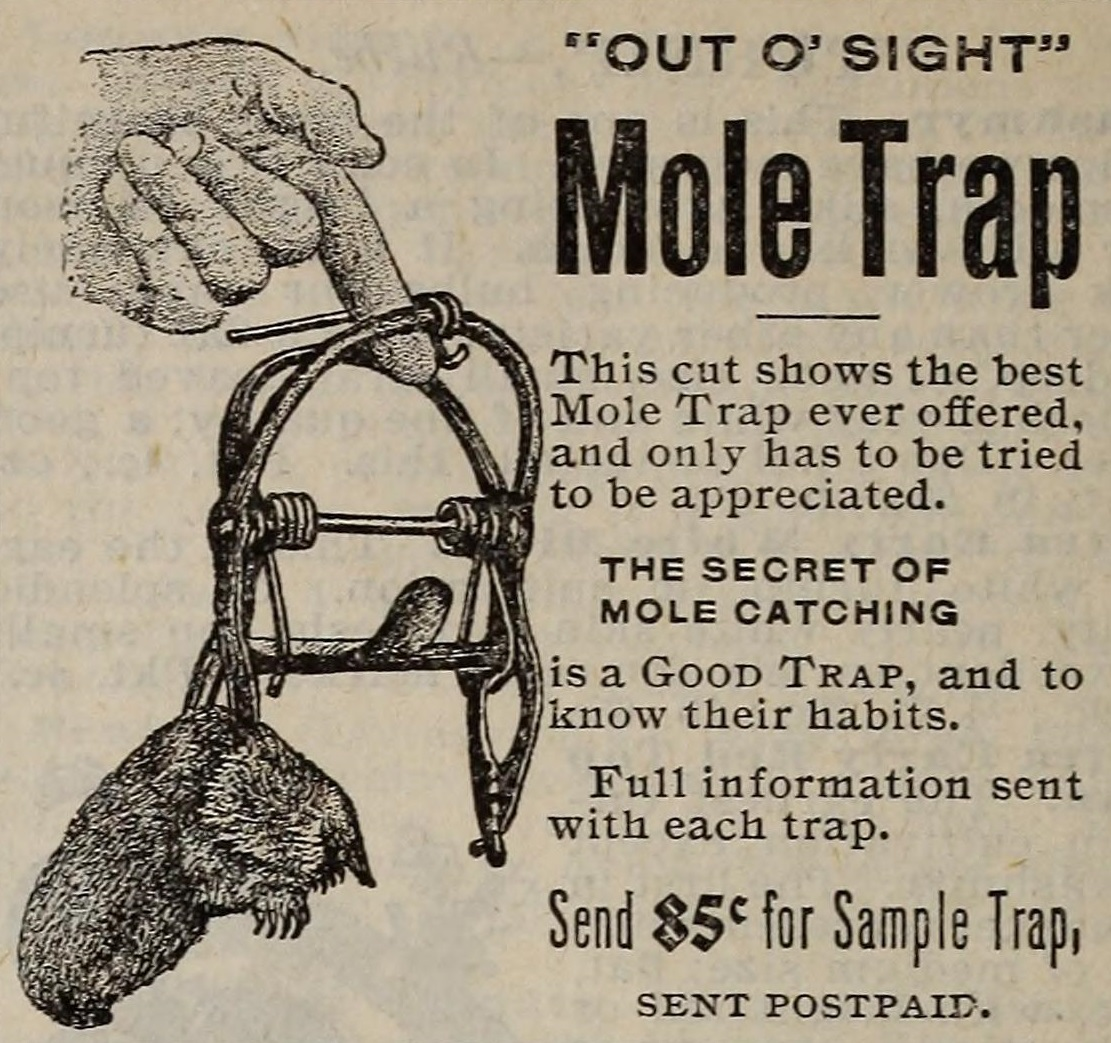
Une publicité de 1899.
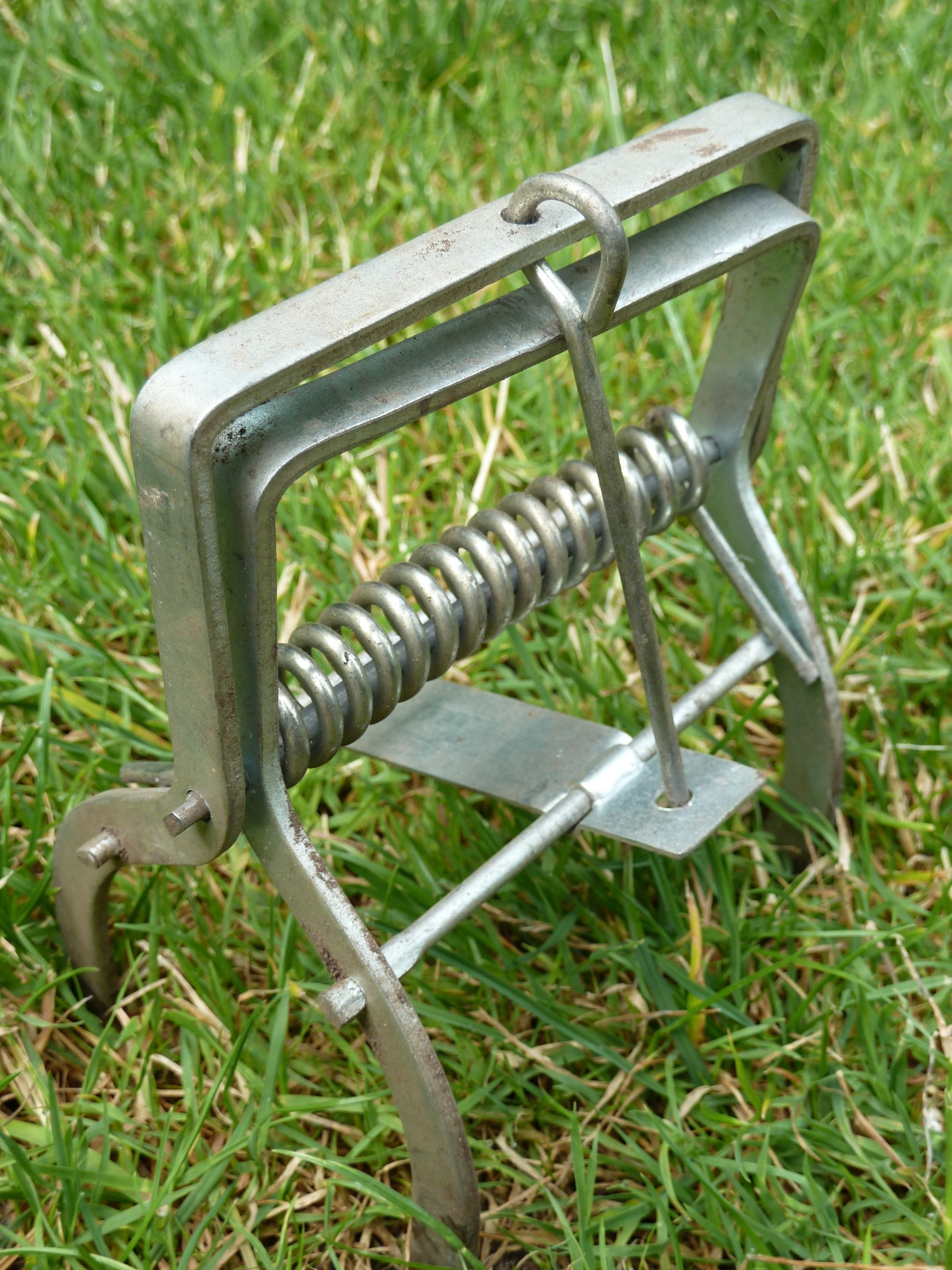
Une taupière, avant usage.
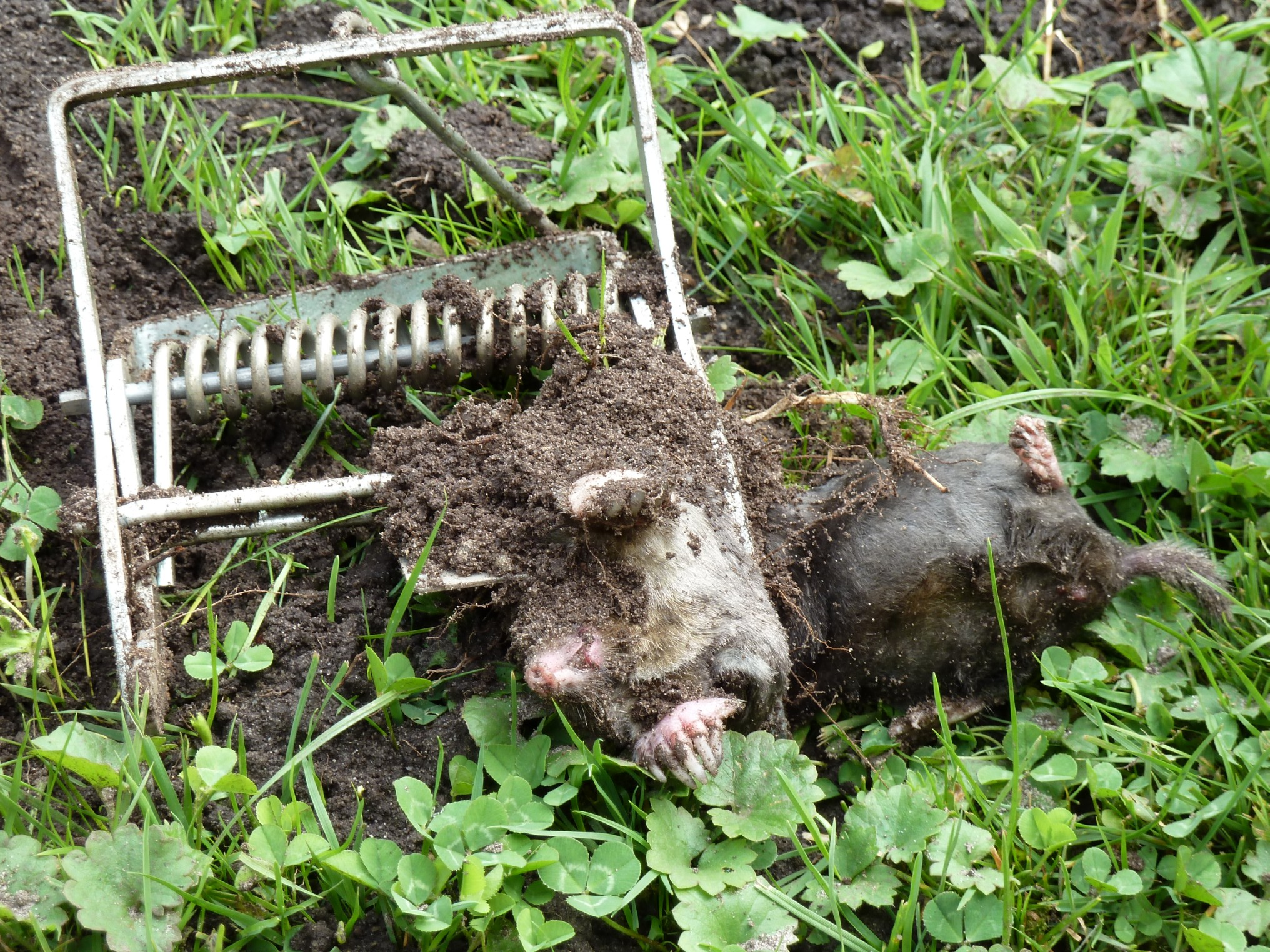
Une taupière, après déclenchement.